# Pallavolo Parme
Pour les articles homonymes, voir Parme.
Pallavolo Parme est le club de volley-ball masculin de Parme en Italie. Il a porté plusieurs noms différents au cours de son existence en raison de changements de sponsors principaux, et a aujourd'hui disparu.

## Historique
- Le club était présent lors du premier championnat disputé en 1947.
- Le club disparaît au terme de la saison 2003-2004.

### Sponsoring
- 1946-1954 : Ferrovieri Parma
- 1954-1965 : Cus Parma
- 1965-1968 : Salvarani Parma
- 1968-1969 : Pallavolo Parma
- 1969-1972 : Bumor CUS Parma
- 1972-1973 : Cus Parma
- 1973-1975 : Pneus Parma
- 1975-1977 : Ipe Parma
- 1977-1978 : Libertas Parma
- 1978-1980 : Veico Parma
- 1980-1985 : Santal Parma
- 1985-1986 : Colser Parma
- 1986-1987 : Santal Parma
- 1987-1994 : Maxicono Parma
- 1994-1996 : Cariparma Parma
- 1996-1997 : Cariparma
- 1997-1998 : Cariparma Parma
- 1998-1999 : Mail Express Cariparma
- 1999-2002 : Maxicono Parma

## Palmarès
| Compétitions nationales | Compétitions internationales |
| - Championnat d'Italie (8) - Vainqueur : 1950, 1951, 1969, 1982, 1983, 1990, 1992, 1993 - Coupe d'Italie (5) - Vainqueur : 1982, 1983, 1987, 1990, 1992 | - Ligue des champions (2) - Vainqueur : 1984, 1985 - Finaliste : 1986, 1991, 1993, 1994 - Coupe de la CEV (3) - Vainqueur : 1988, 1989, 1990 - Coupe des Coupes (2) - Vainqueur : 1992, 1995 - Finaliste : 1987 - Supercoupe d'Europe (2) - Vainqueur : 1989, 1990 - Finaliste : 1988 |

## Entraîneurs
Le tableau suivant présente la liste des entraîneurs du club depuis 1946.
| Rang | Nom              | Période   |
| ---- | ---------------- | --------- |
| 1    | Renzo Del Chicca | 1946-1971 |
| 2    | Alberto Scotti   | 1971-1972 |
| 3    | Mauro Mescoli    | 1972-1975 |
| 4    | Adriano Guidetti | 1975-1977 |

| Rang | Nom                | Période           |
| ---- | ------------------ | ----------------- |
| 5    | Claudio Piazza     | 1977-1985         |
| 6    | Alexander Skiba    | 1985-février 1987 |
| 7    | Gian Paolo Montali | Février 1987-1990 |
| 8    | Bebeto de Freitas  | 1990-1995         |

| Rang | Nom                 | Période           |
| ---- | ------------------- | ----------------- |
| 9    | Kim Ho-chul         | 1995-1996         |
| 10   | Pietro Scarduzio    | 1996-1998         |
| 11   | Luigi Zizioli       | 1998-février 1999 |
| 12   | Francesco Dall'Olio | Février 1999-1999 |

| Rang | Nom              | Période   |
| ---- | ---------------- | --------- |
| 13   | Piero Molducci   | 1999-2001 |
| 14   | Ljubomir Travica | 2001-2002 |

## Joueurs emblématiques
- Marco Bracci
- Andrea Giani
- Pasquale Gravina
- Marco Meoni
- Andrea Zorzi
- Frantz Granvorka
- Alain Fabiani
- Peter Blangè
- Marios Gkiourdas
- Arto Hanni
- Igor Choulepov
- Stanislav Dineikine
- Serguei Tetioukine
- Hugo Conte